# Rolf Rendtorff
Rolf Rendtorff (Preetz, 10 maggio 1925 – Heidelberg, 1º aprile 2014) è stato un teologo evangelico tedesco che ha insegnato per molti anni Antico Testamento all'Università di Heidelberg.

## Biografia
Nato il 10 maggio 1925 a Preetz nello Holstein in Germania, dal 1942 al 1945 è stato nella Marina militare del Terzo Reich, in cui raggiunse il grado di tenente. Ha studiato Teologia evangelica negli anni 1945-1950 a Kiel, Gottinga e Heidelberg. Nel 1950 ha conseguito il dottorato sotto la guida di Gerhard von Rad e nel 1953 l'abilitazione all'insegnamento universitario in Antico Testamento a Gottinga.
È stato professore di Antico Testamento alla Kirchliche Hochschule di Berlino nel periodo 1958-1963. Dal 1963 al 1990 è stato professore ordinario sempre di Antico Testamento all'Università di Heidelberg. Nel periodo 1970-1972 è stato anche rettore della stessa Università. Gli venne dato l'appellativo di “rettore della riforma” in quanto tentò di mediare tra il corpo insegnante, tradizionalista, e gli studenti che nel periodo successivo al 1968 chiedevano riforme radicali del sistema universitario. I conflitti lo costrinsero però alle dimissioni nel novembre 1972.
È stato professore ospite in molte Università, fra cui: Gerusalemme, Pretoria, Chicago e Roma.
Nel 1965 è stato uno dei fondatori della Deutsch-Israelische Gesellschaft (Società israelo-tedesca) in cui si impegnò per tutta la vita per migliorare la conoscenza reciproca fra tedeschi e israeliani, nonché fra israeliani e palestinesi.
Ancora oggi i suoi manuali principali, l'Introduzione all'Antico Testamento e la Teologia dell'Antico Testamento in due volumi, sono fra i testi più utilizzati, anche in Italia, in ambito accademico. È anche noto per aver studiato l'ipotesi supplementare sulla teoria della scrittura del Pentateuco.